# Rémering
Rémering település Franciaországban, Moselle megyében. Lakosainak száma 419 fő (2022. január 1.). Rémering Villing, Berviller-en-Moselle, Dalem, Merten és Tromborn községekkel határos.

## Népesség
A település népessége az elmúlt években az alábbi módon változott:
| Lakosok száma | 413  | 481  | 481  | 456  | 445  | 446  | 436  | 423  | 416  | 419  |
|               | 1968 | 1990 | 1999 | 2011 | 2013 | 2016 | 2017 | 2019 | 2020 | 2022 |